# Али Терме
Алѝ Терме (на италиански: Alì Terme; на сицилиански: Alì Marina, Али Марина) е малко морско курортно градче и община в Южна Италия, провинция Месина, автономен регион и остров Сицилия. Разположено е на брега на Йонийско море, на месинския пролив. Населението на общината е 2567 души (към 2011 г.).